# D911 (Deux-Sèvres)
De D911 is een departementale weg in het West-Franse departement Deux-Sèvres. De weg loopt van Mauzé-sur-le-Mignon naar de grens met Charente-Maritime. In Charente-Maritime loopt de weg als D911 verder naar Surgères en Rochefort.

## Geschiedenis
Oorspronkelijk was de D911 onderdeel van de N11. In 1973 werd de weg overgedragen aan het departement Deux-Sèvres, omdat de weg geen belang meer had voor het doorgaande verkeer en het eindpunt van de N11 werd verlegd naar La Rochelle. De weg is toen omgenummerd tot D911.